# Scissirostrum dubium
Scissirostrum dubium là một loài chim trong họ Sturnidae. Đây là loài đặc hữu của vùng Sulawesi, Indonesia.